# Marcin Zabrocki
Marcin Stefan Zabrocki (ur. 2 stycznia 1979) – autor tekstów i kompozytor, producent, multiinstrumentalista, twórca słuchowisk, performer. Były członek zespołów Hey, Pogodno, Mister D (zespół Doroty Masłowskiej),  Mordy, Mr. Zoob. Założyciel trójmiejskiej grupy Pu Pu Pi Du, współzałożyciel łódzkiej grupy Bogowie. Od wielu lat związany ze sceną eksperymentalną i improwizowaną. Często współpracuje z Wojtkiem Zrałkiem Kossakowskim.
Współpracował m.in. z takimi artystami jak: Nosowska, Iza Lach, Kora, Mrozu, Robert Brylewski, Biff, T.Love, Markiem Dyjakiem, Maćkiem Cieślakiem, Robertem Knuthem, Larrym Ugwu.
Reżyser słuchowiska "Eter- na drodze walki z prawem przemijania." Kurator muzyczny w Poleskim Ośrodku Sztuki w Łodzi.
4 września 2015 roku nakładem wytwórni muzycznej Kayax ukazał się debiutancki album solowy muzyka zatytułowany 1+1=0, wśród gości wystąpili m.in. Katarzyna Nosowska, Czesław Mozil, Łukasz Lach, Barbara Wrońska, Jacek Szymkiewicz.
W 2018 roku był członkiem zespołów Tryp i Koty Papieża

## Dyskografia
| Wykonawca          | Tytuł                                    | Rok wydania | wydawca                 |
| ------------------ | ---------------------------------------- | ----------- | ----------------------- |
| Mr Z'oob           | "Czego się gapisz"                       | 1997        | Uniwersal Music Pl      |
| Hot Water          | "Dwa słowa"                              | 2003        | Music Collection Agency |
| Mordy              | "Wielkolud"                              | 2008        | Mordy Rec               |
| Pogodno            | "Wasza wspaniałość"                      | 2010        | Mystic Records          |
| Nosowska           | "8"                                      | 2011        | Supersam Music          |
| Muchy              | "Chcecicośpowiedzieć"                    | 2012        | Uniwersal Music Polska  |
| Hey                | "Do rycerzy, do szlachty, doo mieszczan" | 2012        | Supersam Music          |
| Bogowie            | "Chi-Chi"                                | 2014        | Lanquidity Records      |
| Niewolnicy Saturna | "Jak to skumasz to wszystko skumasz"     | 2016        | My shit in your coffee  |
| Tryp               | "Trypolis"                               | 2019        | Requiem Records         |

### Albumy solowe
| Wykonawca             | Tytuł                                       | Dane dot. albumu                         |
| --------------------- | ------------------------------------------- | ---------------------------------------- |
| Zabrocki              | 1+1=0                                       | - Data: 4 września 2015 - Wydawca: Kayax |
| Szuszkiewicz/Zabrocki | "Szuszkiewicz Zabrocki"                     | 2012 Elementworks                        |
| Zabrocki/Cieślak      | "Eter-na drodze walki z prawem przemijania" | 2016 Krytyka Polityczna                  |

### Single
| Tytuł                                                       | Rok  | Pozycja na liście | Album |
| Tytuł                                                       | Rok  | RDC               | Album |
| ----------------------------------------------------------- | ---- | ----------------- | ----- |
| "Czemu wciąż jest czwartek" (gościnnie: Katarzyna Nosowska) | 2016 | 2                 | 1+1=0 |

## Muzyka teatralna
| Tytuł                                   | Rok  | Uwagi                                                                                          | Źródło |
| --------------------------------------- | ---- | ---------------------------------------------------------------------------------------------- | ------ |
| "Neapol Randez Vouz 19:03"              | 2003 | reżyseria: Paweł Szumiec, Bałtycki Teatr Dramatyczny im. Juliusza Słowackiego Koszalin         |        |
| "D-KOD-R"                               | 2007 | reżyseria: Jacek Krawczyk, Teatr Okazjonalny, Sopot                                            | [ 23 ] |
| "Pippi Pończoszanka – Pippi Langstrump" | 2011 | reżyseria: Rogowski Wojciech, Bałtycki Teatr Dramatyczny im. Juliusza Słowackiego w Koszalinie | [ 23 ] |
| "Sprawa operacyjnego rozpoznania"       | 2011 | reżyseria: Zbigniew Brzoza, Teatr Wybrzeże, Gdańsk                                             |        |
| "Jaskinia"                              | 2017 | reżyseria: Arkadiusz Tworus, Teatr Studio, Warszawa                                            |        |

## Teledyski
| Tytuł                                                       | Rok  | Reżyseria          | Album   | Źródło |
| ----------------------------------------------------------- | ---- | ------------------ | ------- | ------ |
| "Boję się"                                                  | 2015 | Marcin Starzecki   | 1+1=0   | [ 25 ] |
| "Czemu wciąż jest czwartek" (gościnnie: Katarzyna Nosowska) | 2015 | Mads N. Hemmingsen | 1+1=0   | [ 26 ] |
| "Herbu Warkoczyk" (gościnnie: Olga Zabrocka)                | 2015 | Karolina Jacewicz  | 1+1=0   | [ 27 ] |
| "Parasol"                                                   | 2016 | Krystyna Mol       | 1+1=0   | [ 28 ] |
| "Hundracka"                                                 | 2017 | Łukasz Cieślak     | singiel | [ 29 ] |